# Johan Georg Chiewitz
Johan Georg Chiewitz (uttalas tje:vits), född 6 juni 1786 i Hovförsamlingen, Stockholm, död 10 april 1838, var en svensk grafiker.

## Biografi
Johan Georg Chiewitz var son till violinisten i hovkapellet Paul Johansson Chiewitz och Christina Elisabeth Runius och gift med Chatharina Acrel. Han var bror till Elis Chiewitz och far till Georg Chiewitz. Han omtalades som gravören i sten och var under 1830-talet verksam som grafiker i Ryssland.